# Qualcuno con cui correre (film)
 Qualcuno con cui correre  è un film del 2006 diretto da Oded Davidoff basato sull'omonimo romanzo di David Grossman.

## Trama
Assaf è uno studente di 16 anni delle scuole superiori. Durante le vacanze estive prende qualche soldo lavorando al canile municipale di Gerusalemme. Un giorno gli affidano una missione: riportare una cagna al suo padrone, che l'ha smarrita. Il ragazzo si fa condurre dalla cagna per le strade di Gerusalemme, "unito" a lei da una corda. Assaf non sa che il proprietario della cagna è una ragazza della sua età. Si chiama Tamar, ha appena compiuto 16 anni e ha deciso di andare via di casa. Si è tagliata i capelli a zero e ha cominciato a condurre una vita da bohémiènne; dorme dove capita e ogni tanto suona la sua chitarra.
Quando Assaf scopre che la proprietaria di Dinka è Tamar, decide di condurre delle ricerche in proprio.
Tamar è un'ottima cantante con un talento eccezionale. Ma il suo look dà fastidio: molti la importunano. Una signora, invece, ha compassione di lei ed insiste nell'aiutarla. Tamar si fida, ma la signora la consegna a un'organizzazione legale che sfrutta i bravi musicisti come lei.
Viene portata in un luogo nascosto, un ospedale abbandonato, che è la casa-prigione di tutti i ragazzi che vengono sequestrati. Il capo dell'organizzazione è Pessah, un uomo sulla cinquantina, figlio dell'apprensiva nonnina che aveva "rapito" Tamar.
Tamar fa amicizia con una ragazza tossicodipendente di nome Shelly. 
La vita dei ragazzi è tutti i giorni la stessa: partenza la mattina presto su un'auto. Ognuno ha già la sua destinazione, che non è mai uguale a quella del giorno precedente. Vengono scaricati nelle piazze e devono suonare tutta la mattina.
Quello che i ragazzi guadagnano lo devono restituire a Pessah, potendone tenere per sé solo una minima parte. 
L'amica di Tamar le rivela che i concerti sono la più piccola parte dei guadagni di Pessah. Il grosso lo ottiene vendendo egli stesso la droga ai suoi prigionieri. Praticamente Pessah ha il monopolio della droga nell'ex-ospedale. I ragazzi non la possono comprare al di fuori, ma la possono prendere da lui. Aguzzino e spacciatore.
Intanto Assaf ha scoperto cose personali su Tamar: ha trovato un suo zaino e ha letto il suo diario. Sembra che Tamar non sia fidanzata: non trova foto di lei con ragazzi o lettere d'amore.
Tamar è molto interessata a un ragazzo che suona la chitarra. Si chiama Shay. Lo sta cercando da mesi e finalmente lo trova proprio nel palazzo-prigione.
Un giorno Tamar decide di fuggire: astutamente si fa assegnare il posto dove suonare vicino al negozio di musica preferito. Rompe appositamente una corda della sua chitarra e va in negozio a cambiarla. Esce senza dire una parola. Ma ha scritto nel retro della banconota un messaggio per la nonna Leah. Il negoziante telefona prontamente al numero indicato.
Nel frattempo Assaf, ha trovato il venditore di dischi, che però non è in grado di dirgli dov'è la ragazza. Leah, invece, ha appena avuto notizie da Tamar (proprio dal negoziante) e gli rivela il suo piano.
Il piano di Tamar scatta alle 11 di pochi giorni dopo. Tamar e Shay suonano insieme. Tamar spiega a Shay che questa volta è venuta a riprenderlo.
A questo punto il piano di Tamar è finalmente chiaro: si è finta bohemiènne per cercare Shay; ora lo ha trovato vuole riportarlo a casa.
Il piano riesce: alle 11 in punto i due scappano e vengono raggiunti in macchina da Leah, che li porta in un luogo segreto.
Qui rimangono la notte. Il giorno dopo i due vengono raggiunti da Assaf e Dinka. Tamar gli presenta Shay: è suo fratello. Proprio quel giorno Shay ha la prima crisi d'astinenza. 
Intanto Pessah è sulle loro tracce. La sera piomba nel rifugio e li aggredisce. Ma l'ex fidanzato della sorella di Assaf ha avvertito la polizia, che arresta Pessah e i suoi scagnozzi.
Dopo che è tornata la calma, Tamar saluta Assaf, non prima di avergli lasciato il suo numero di telefono. Qualche tempo dopo Tamar, con i capelli un po' più lunghi può dare un bacio al suo coraggioso fidanzato.